# Crime of the Century
Crime of the Century é o terceiro álbum da banda inglesa de rock progressivo Supertramp, lançado em setembro de 1974. Crime of the Century foi o começo do sucesso de vendas da banda tanto nos Estados Unidos quanto no Reino Unido, que teve como auxílio os hits "Dreamer" no Reino Unido e "Bloody Well Right" nos EUA. Ficou no Top 10 no Reino Unido e no Top 40 dos EUA, recebendo eventualmente o certificado de Ouro nos Estados Unidos, depois do lançamento do álbum Even in the Quietest Moments.... Foi o primeiro álbum da banda a contar com o baterista Bob Siebenberg (creditado como Bob C. Benberg), com o saxofonista/clarinetista John Anthony Helliwell, com o baixista Doug Thomson e com o co-produtor Ken Scott. O álbum foi aclamado pela crítica e incluído na lista "50 Melhores Álbum de Prog de Todos os Tempos" da Rolling Stone.
A dedicatória do álbum é "to Sam" (para Sam), apelido de Stanley August Miesegaes, o milionário neerlandês que foi apoiador financeiro da banda entre 1969 e 1972.

## Antecedentes e gravação
Depois do fracasso de seus dois primeiros álbuns e de uma tour sem sucesso, a banda quebrou e Rick Davies e Roger Hodgson recrutaram o baterista Bob Siebenberg, o saxofonista John Helliwell e o baixista Doug Thomson como novos membros. Essa nova formação foi enviada pela gravadora, A&M, e em particular ao A&R dela, Dave Margereson (que se tornou empresário da banda pelos próximos dez anos), a uma fazenda do século XVII em West Dorset para que eles ensaiassem sozinhos e preparassem o novo álbum.
O disco foi gravado em três estúdios, entre eles o Ramport Studios (cujo dono era a banda The Who) e o Trident Studios com o co-produtor Ken Scott. Durante a gravação, Davies e Hodgson gravaram aproximadamente 42 demos, das quais apenas 8 foram escolhidas para entrarem no álbum. Várias das outras faixas apareceram em álbuns seguintes (como Crisis? What Crisis? e ...Famous Last Words...).
Por causa do contrato, todas as músicas foram creditadas juntamente a Davies e Hodgson, apesar de que a parceria deles como escritores estava acabando e algumas das músicas foram na verdade escritas por um ou outro individualmente. Scott disse que os dois tinham "personalidades muito, muito diferentes. Essas diferenças fizeram as músicas soarem como elas são."
"Asylum" foi escrita por Rick Davies, "Hide in Your Shell" por Roger Hodgson e "School" e "Crime of the Century" realmente são colaborações Davies/Hodgson.
Hodgson comentou sobre "Hide in Your Shell": "Eu tinha 23 anos quando escrevi essa música, eu estava confuso sobre a vida como muitos estão nessa idade, tentando esconder minhas inseguranças. Eu sempre fui capaz de expressar meus sentimentos mais profundos em músicas e "Hide in Your Shell" veio numa época em que eu estava me sentindo muito solitário - sozinho tanto na vida como dentro da banda -, sem ninguém que compartilhasse minha busca espiritual."
"Dreamer" foi composta por Roger Hodgson em seu piano Wurlitzer na casa de sua mãe, quando ele tinha 19 anos. Naquela época, ele gravou uma demo usando vocais, o Wurlitzer e batendo em caixas de papelão para a percussão. Hodgson relembra: "Eu estava animado - foi a primeira vez que eu coloquei minhas mãos num Wurlitzer." A banda gravou a música quase do mesmo modo que Hodgson havia feito na demo. Roger também declarou durante o programa In the Studio with Redbeard que a banda teve problemas em regravar a música durante a gravação do álbum.
Outra reflexão filosófica de Hogson, "If Everyone Was Listening", foi inspirado na máxima "Todo o mundo é um palco, e os homens são meros atores", da peça As You Like It. De acordo com a Entertainment Weekly, a mensagem da música é "Não saber o que está acontecendo na mente de cada um é apenas outra forma de não estar no controle. O medo vem não da ausência de conhecimento do processo de pensamento de outra pessoa, mas sim de confrontar o fato de que não temos controle de nada."
O álbum foi nomeado depois da música final, "Crime of the Century", pois os membros da banda a consideraram a música mais forte do álbum. Logo após sair da banda, Hogdson comentou: "Mais pessoas vieram me dizer que essa música tocou o coração delas do que qualquer outra música. Ela realmente veio quando estávamos vivendo juntos na Southcombe Farm, Thorncombe, e só comendo, dormindo e tendo ideias para o álbum. A música saltou entre Rick e eu durante muitas semanas antes de finalmente receber forma." Por razões desconhecidas, em entrevistas tanto antes quanto depois, Hodgson disse que a música foi escrita apenas por Davies.
Hodgson descreve "School" como "basicamente minha música" mas admite que Davies escreveu o solo de piano e boa parte da letra.
No episódio do In the Studio with the Readbeard dedicado ao Crime of the Century, Roger Hodson disse que "Rudy" era o personagem do álbum e era visto de algum modo como uma autobiografia da vida de Rick Davies naquela época.
Tanto Hodgson quanto Davies disseram que a comunicação dentro do grupo estava em seu topo durante a gravação deste álbum, enquanto o baterista Siebenberg disse que ele acha que esse álbum foi o "pico artístico" da banda.
Crime of the Century lida vagamente com os temas de solidão e estabilidade mental, mas não é um álbum conceitual. Davies ligou conscientemente as faixas "School" e "Bloody Well Right" com o verso "So you think your schooling is phoney" (então você acha que sua escolaridade é falsa), e, de acordo com Hodgson, qualquer linha em comum entre essas duas músicas dependia da criação da mente de quem ouve o álbum.
O som do trem em "Rudy" foi gravado na Estação Paddington, enquanto o som da multidão foi capturado em Leicester Square.

## Arte do álbum
A capa de Crime of the Century foi a primeira do Supertramp a ser feita pelo fotógrafo Paul Wakefield. O diretor de arte da A&M Fabio Nicoli convidou Wakefield para o estúdio onde a banda estava gravando e pediu que ele lesse as letras. Com o nome do álbum já escolhido, Wakefield começou a se perguntar "qual seria a combinação perfeita de 'the crime of the century' (o crime do século) e o verso de "Asylum" 'when they haunt me and taunt me in the cage' (quando eles me assombram e me provocam na jaula)." Uma de suas ideias, uma cela de prisão flutuando no espaço com uma pessoa gritando silenciosamente entre as barras, foi aprovada pela banda, e quando Wakefield começou a fazer a capa, ele reduziu o prisioneiro a apenas mãos segurando as barras, "uma resignação ao destino que o outro não tinha. Parecia que não haveria adiamento." Um amigo fez as barras de alumínio polido e soldou a um suporte, e embaixo dela o irmão gêmeo do fotógrafo agarrou as barras, com suas mãos clareadas por maquiagem. Através de múltipla exposição, Wakefield tirou 12 fotos em transparência, que ele combinou com um céu iluminado, que na verdade era uma folha de papelão preto cheio de buracos num estúdio escurecido. Metade das fotos tiveram o resultado esperado. A foto da contracapa, com os membros do Supertramp em suas roupas íntimas e segurando ternos e cartolas, foi feita quando o álbum estava planejado para ter gatefold.

## Recepção
| Críticas profissionais | Críticas profissionais |
| Avaliações da crítica  | Avaliações da crítica  |
| Fonte                  | Avaliação              |
| ---------------------- | ---------------------- |
| AllMusic               | [ 8 ]                  |
| Robert Christgau       | C+                     |
| Sputnikmusic           | 4/5                    |

Crime of the Century foi o primeiro álbum do Supertramp a chegar ao Top 40 álbuns dos EUA e recebeu eventualmente o certificado de Ouro nos Estados Unidos, depois do lançamento do álbum Even in the Quietest Moments.... O álbum também marcou o começo do sucesso de vendas da banda no Reino Unido; Crime of the Century chegou ao quarto lugar nas paradas em março de 1975, e "Dreamer" chegou ao décimo terceiro lugar nas paradas de singles em fevereiro do mesmo ano. O álbum também fez sucesso no Canadá, ficando nas paradas por dois anos e vendendo mais de um milhão de cópias.
Em 1978, Crime of the Century foi classificado na 108ª. posição na The World Critics List, que elegeu os 200 melhores álbuns de todos os tempos com votos de críticos famosos do rock e DJs. Em 1981, Robert Christgau foi ambivalente sobre "entrada com tudo no art rock" do álbum. A retrospectiva de Adam Thomas no Sputnikmusic descreveu o álbum como um dos melhores da década de 1970 por sua poderosa expressão da confusão e alienação de jovens adultos e por seu consistente contraste entre elementos do pop e do rock progressivo.
Na edição de 1987 da CBC, Geoff Edwards classificou Crime of the Century como o décimo melhor álbum da história. Numa votação pública de 1998 feita pela Virgin, reunindo votos de mais de 200 mil fãs de música, Crime of the Century ficou entre os mil melhore álbuns de todos os tempos e foi citado no livro 1001 Álbuns que Você Deve Ouvir Antes de Morrer. Em 2015, ele foi eleito o vigésimo oitavo melhor álbum de rock progressivo pela Rolling Stone. Paul Elliott, da revista Classic Rock, chamou o álbum de obra prima do rock progressivo.
As faixas "School", "Bloody Well Right", "Rudy" e "Crime of the Century" continuaram sendo tocadas nos shows da banda até mesmo depois da virada do século. Quase todo o Crime of the Century aparece no álbum ao vivo Paris, de 1980, apesar de que as orquestrações das faixas ("Asylum", "Rudy" e "Crime of the Century") foram substituídas por sintetizadores Oberheim, que foram tocados principalmente por John Helliwell com alguma ajuda de Hodgson. Roger Hodgson também inclui "Dreamer", "Hide in Your Shell", "School" e "If Everyone Was Listening" em seus shows.

## Relançamentos
O lançamento original foi em vinil pela A&M Records em 1974. Em 1977, se tornou o primeiro álbum de música pop a ser relançado pela Mobile Fidelity Sound Lab. A&M lançou o disco em CD na série de Audio Master Plus em 1984, que foi relançado em 1990. Mobile Fidelity também lançou sua versão em CD remasterizada em disco de ouro como parte da série Ultradisc, em 1984.
Uma nova versão em CD remasterizada pela A&M foi lançada em 1997,[carece de fontes?] seguida por uma remasterização diferente em 11 de junho de 2002. As remasterizações mais recentes da A&M possuem toda a arte do álbum restaurada e letras completas, que não estavam presentes em edições antigas. Ambas as remasterizações de 1997 e 2002 vieram das fitas originais por Greg Calbi e Jay Messina no estúdio Sterling Sound em Nova Iorque.
Ambas as remasterizações são muito criticadas por fãs que reclamam que elas "são muito altas" por causa da "loudness war" entre os remasterizadores. A versão de 1997 tem 100% do som em todas as faixas, alterando significantemente a dinâmica de sons da gravação original e distorcendo o som. A edição de 2002 não é tão alta, mas mesmo assim possui distorção.
Em 1999, o álbum foi relançado pela gravadora alemã Speaker's Corner numa versão com vinil de 180 gramas. Essa versão não possui a comprensão das remasterizações em CD da A&M.
Em outubro de 2014, foi anunciado que o álbum seria remasterizado e relançado por Ray Staff em CD, download digital e vinil de 180 gramas em 9 de dezembro de 2014. Além do álbum original, essa versão conta com a gravação completa do show de 1975 na Hammersmith Odeon, um livro de fotos com 24 páginas e um texto escrito por Phil Alexander com novas entrevistas com Ken Scott, Dave Margereson e a maioria dos membros da banda. Fotos maiores e uma versão estendida do texto foram lançadas exclusivamente na versão em vinil.

## Faixas
Todas as faixas creditadas para Rick Davies e Roger Hodgson. A coluna "escritor" credita quem realmente escreveu a faixa.
| Lado 1 |                      |                            |         |  |
| N.º    | Título               | Compositor(es)             | Duração |  |
| 1.     | "School"             | Roger Hodgson, Rick Davies | 5:35    |  |
| 2.     | "Bloody Well Right"  | Davies                     | 4:32    |  |
| 3.     | "Hide in Your Shell" | Hodgson                    | 6:49    |  |
| 4.     | "Asylum"             | Davies                     | 6:45    |  |

| Lado 2 |                             |                |         |  |
| N.º    | Título                      | Compositor(es) | Duração |  |
| 1.     | "Dreamer"                   | Hodgson        | 3:31    |  |
| 2.     | "Rudy"                      | Davies         | 7:17    |  |
| 3.     | "If Everyone Was Listening" | Hodgson        | 4:04    |  |
| 4.     | "Crime of the Century"      | Davies         | 5:36    |  |

| Ao vivo no Hammersmith 1975 (disco 2 da versão de 2014) |                             |         |  |
| N.º                                                     | Título                      | Duração |  |
| 1.                                                      | "School"                    | 5:54    |  |
| 2.                                                      | "Bloody Well Right"         | 6:46    |  |
| 3.                                                      | "Hide in Your Shell"        | 6:47    |  |
| 4.                                                      | "Asylum"                    | 7:01    |  |
| 5.                                                      | "Sister Moonshine"          | 5:30    |  |
| 6.                                                      | "Just a Normal Day"         | 3:59    |  |
| 7.                                                      | "Another Man's Woman"       | 7:42    |  |
| 8.                                                      | "Lady"                      | 5:55    |  |
| 9.                                                      | "A' You're Adorable"        | 2:57    |  |
| 10.                                                     | "Dreamer"                   | 3:28    |  |
| 11.                                                     | "Rudy"                      | 7:24    |  |
| 12.                                                     | "If Everyone Was Listening" | 4:33    |  |
| 13.                                                     | "Crime of the Century"      | 6:01    |  |

## Músicos

#### Supertramp
- Bob Siebenberg - Bateria e percussão
- Roger Hodgson - Vocais principais (faixas 1, 3, 5, 7), backing vocals (faixas 4, 6), guitarra elétrica (faixas 1, 2, 4, 6, 8), violão acústico de doze cordas (faixas 1, 3), violão acústico (faixas 2,8), piano acústico (faixa 7), piano Wurlitzer (faixa 5), piano elétrico Fender Rhodes (faixa 3);
- John Anthony Helliwell - Saxofone (faixas 1, 2, 3, 4, 6, 8), clarinete (faixas 1, 7), backing vocals (faixas 3, 5, 7), copofone e celesta (faixa 5);
- Dougie Thomson - Baixo
- Rick Davies - Vocais principais (faixas 2, 4, 6, 8), backing vocals (faixas 1, 5), piano acústico (faixas 1, 3, 4, 6, 8), piano Wurlitzer (faixas 1, 2, 5), órgão Hammond (faixas 1, 3, 5, 6, 8), gaita (faixas 1, 3, 8), sintetizador Moog (faixas 1, 3, 6);

#### Outros músicos
- Christine Helliwell - vocal de apoio em "Hide in Your Shell"
- Vicky Siebenberg - vocal de apoio em "Hide in Your Shell"
- Scott Gorham - vocal de apoio em "Hide in Your Shell"
- Músico de rua anônimo - serrote musical em "Hide in Your Shell"
- Ken Scott - Gongo de água em "Crime of the Century"

### Produção
- Ken Scott - produção, engenharia de áudio
- Supertamp - produção
- John Jansen - engenharia de áudio
- Ray Staff - masterização original do álbum
- Richard Hewson - arranjos de cordas (faixas 3, 4, 6, 7, 8)
- Paul Wakefield - design da capa e fotografia
- Fabio Nicoli - diretor de arte

## Paradas

#### Paradas semanais
| Paradas                                | Posição |
| -------------------------------------- | ------- |
| Australian Kent Music Report           | 15      |
| Canadian RPM Albums Chart              | 4       |
| Dutch Albums Chart                     | 25      |
| French SNEP Albums Chart               | 19      |
| New Zealand Albums Chart               | 12      |
| UK Albums Chart                        | 4       |
| US Billboard 200                       | 38      |
| West German Media Control Albums Chart | 5       |

#### Paradas de fim de ano
| Paradas (1975)          | Posição |
| ----------------------- | ------- |
| Australian Albums Chart | 42      |
| Canadian Albums Chart   | 64      |
| Paradas (1976)          | Posição |
| Australian Albums Chart | 63      |
| Canadian Albums Chart   | 53      |
| Paradas (1979)          | Posição |
| French Albums Chart     | 95      |

#### Certificações e vendas
| Região                   | Certificação | Vendas    |
| ------------------------ | ------------ | --------- |
| Canadá (Music Canada)    | Diamante     | 1.000.000 |
| França (SNEP)            | Platina      | 263.100   |
| Alemanha (BVMI)          | Ouro         | 250.000   |
| Suíça (IFPI Switzerland) | Ouro         | 25.000    |
| Reino Unido (BPI)        | Ouro         | 100.000   |
| Estados Unidos (RIAA)    | Ouro         | 500.000   |